# Torneo de Tallin
El Torneo de Tallin (oficialmente y por motivos comerciales Tallinn Openn) es un torneo de tenis profesional femenino, celebrado en Tallin, Estonia. Realizado desde 2022, este evento de nivel WTA 250 se juega en superficie dura bajo techo.

## Resultado

### Individual
| Año  | Campeona           | Finalista       | Resultado |
| ---- | ------------------ | --------------- | --------- |
| 2022 | Barbora Krejčíková | Anett Kontaveit | 6-2, 6-3  |

### Dobles
| Año  | Campeonas                         | Finalistas                      | Resultado        |
| ---- | --------------------------------- | ------------------------------- | ---------------- |
| 2022 | Lyudmyla Kichenok Nadiia Kichenok | Nicole Melichar Laura Siegemund | 7-5, 4-6, [10-7] |